# Klatt Virgil
Klatt Virgil (Temesvár, 1850. augusztus 30. – Pozsony, 1935. január 22.) erdélyi szász származású magyar matematikus, kísérleti fizikus, főreáliskolai tanár.

## Élete
A partiumi Temesvárott született, két évvel az 1848–49-es forradalom és szabadságharc bukása után. Alsóbb iskoláit is ott végezte, majd a felvidéki Pozsonyban, a katolikus főgimnáziumban érettségizett, majd a Bécsi Egyetem matematika-fizika szakán szerzett diplomát, 1871-ben. Tanári oklevelet csak 1878-ban kapott, de már elejétől fogva – csaknem öt évtizeden át – a pozsonyi főreáliskolán oktatta mindkét tantárgyát. A fizikaelőadó szertára mellé – mintegy a politechnikai oktatás egyik előfutáraként – kísérleti tanműhelyt is szervezett. Kutatásai során előbb a színképelemzéssel és a rezonanciával, majd a fotolumineszcencia jelenségével foglalkozott. (Ez bizonyos vegyületeknek az a tulajdonsága, hogy tartós fénykibocsátásra képesek.) Kimutatta, hogy az atomi szennyezéseknek fontos szerepük van a kristályok foszforeszcenciájában. Ezzel kapcsolatos tanulmányait 1889-től kezdve közölte.
Tanítványával, Lénárd Fülöppel, aki később a fotolumineszcencia világhírű fizikai Nobel-díjas tudósa lett, együtt végzett kutatásaikról számos közös tanulmányban számolt be. Például 1904-ben jelent meg közös tanulmányuk az alkáli földfémek foszforaival végzett kutatásaikról.
Az első világháború után megalakult Csehszlovákiában már se állást, se nyugdíjat nem kapott. Megalázó nyomorban, Pozsonyban hunyt el, élete 85. évében.
Kétszer nősült, első házasságából két fia volt: Román pozsonyi német reálgimnáziumi tanár és Kornél a pozsonyi városi vízmű irodafőnöke. Unokája Klatt Aurél zenetanár, cserkész volt.